# شهرستان مید (کنتاکی)
شهرستان مید، کنتاکی (به انگلیسی: Meade County, Kentucky) یک سکونتگاه مسکونی در ایالات متحده آمریکا است که در کنتاکی واقع شده‌است.